# Sarah Juel Werner
Sarah Juel Werner, född 27 juli 1992, är en dansk skådespelare.
Hennes första filmroll och skådespeleri gjordes i den danska filmen Tinke. Filmen är baserad på boken Vem vill ha Kristin? av Cecil Bødker.

## Filmografi
- 2002 - Tinke - Tinke
- 2003 - Arven - Marie-Louise
- 2003 - Er du skidt, skat? - Katrine (1 avsnitt)
- 2004 - Brødre - Natalia
- 2006 - Drømmen - Iben
- 2006 - Absalons hemmelighed - Cecile (TV-serie)
- 2008 - Från olika världar - Elisabeth
- 2008 - Det som ingen ved - Bea
- 2025 – Hunger